# Bathurst-Est-Nepisiguit-Saint-Isidore
Circonscription électorale provinciale du Canada
Bathurst-Est-Nepisiguit-Saint-Isidore ((en) Bathurst East-Nepisiguit-Saint-Isidore) est une ancienne circonscription électorale provinciale du Nouveau-Brunswick représentée à l'Assemblée législative entre 2014 et 2024.

## Géographie
La circonscription comprend :
- la ville de Bathurst ;
- la partie nord-ouest de la péninsule acadienne.

## Liste des députés
| Législature | Années    | Député | Député       | Parti   |
| --- | --------- | ------ | ------------ | ------- |
| Bathurst-Est-Nepisiguit-Saint-Isidore Circonscription issue de Centre-Péninsule-Saint-Sauveur, Nepisiguit, Bathurst et Caraquet |           |        |              |         |
| 58e | 2014-2018 |        | Denis Landry | Libéral |
| 59e | 2018-2020 |        | Denis Landry | Libéral |
| 60e | 2020-2022 |        | Denis Landry | Libéral |
| 60e | 2023-2024 |        | Susan Holt   | Libéral |
| Circonscription abolie Redistribuée dans Hautes-Terres-Nepisiguit, Bathurst et Tracadie                                         |           |        |              |         |